# Biografielijst Er

## Era

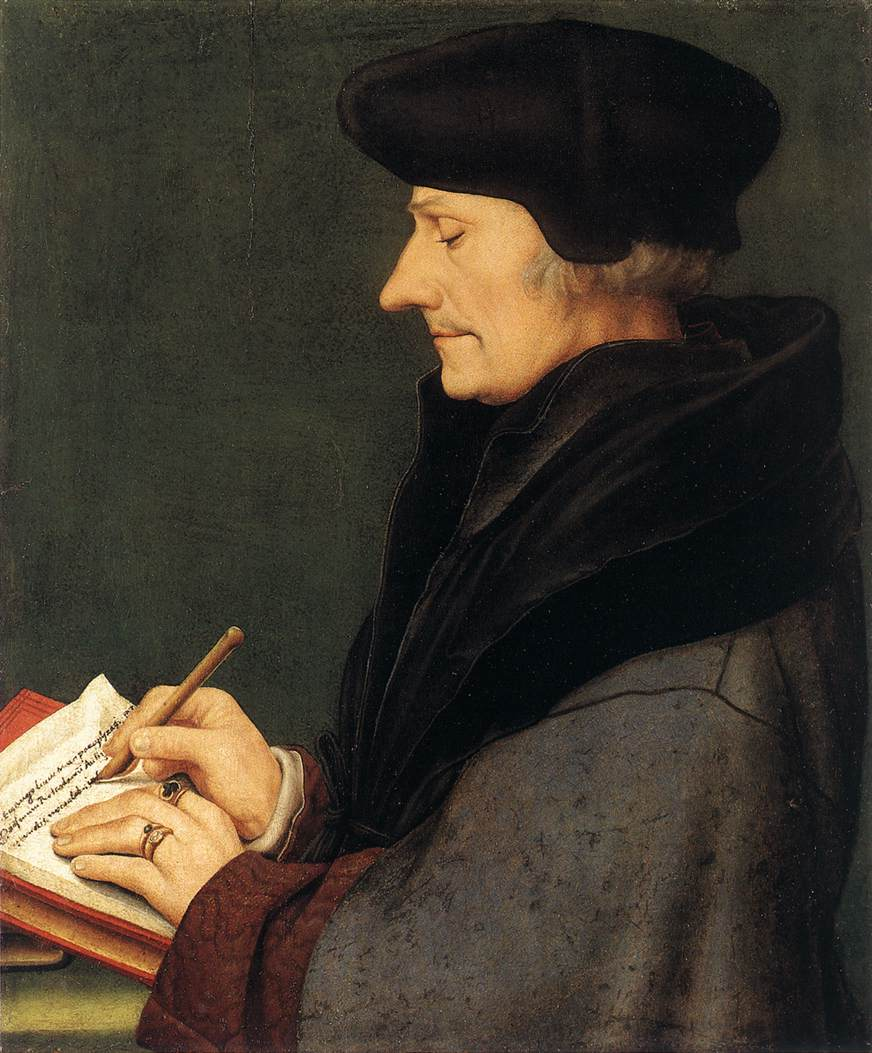
Desiderius Erasmus

- Gilbert Erail (+1200), Grootmeester van de Orde van de Tempeliers (1194-1200)
- Marina Erakovic (1988), Nieuw-Zeelands tennisspeelster
- Stefano Eranio (1966), Italiaans voetballer
- Sébastien Érard, geboren als Sébastien Erhard, (1752-1831), Duits-Frans muziekinstrumentontwerper
- Erasistratos (ca. 305-ca. 250 v.Chr.), Grieks geneeskundige
- Abraham Jannes (Bram) Erasmus, Nederlands Engelandvaarder
- Desiderius Erasmus (ca. 1467-1536), Nederlands Augustijner kanunnik, theoloog, humanist, schrijver en filosoof
- Erasmus van Formiae (ca. 240-303), Syrisch katholiek bisschop, martelaar en heilige
- Kermit Romeo Erasmus (1990), Zuid-Afrikaans voetballer
- Eratosthenes (ca. 276-195 v.Chr.), Grieks wiskundige, astronoom en aardrijkskundige

## Erb
- Wilhelm Erb (1840-1921), Duits neuroloog
- Christiane van Erbach (1596-1646), Duits gravin
- Frederik Magnus van Erbach (1575-1618), Graaf van Erbach in Fürstenau en Reichenberg (1605-1618)
- George III van Erbach (1548-1605), Graaf van Erbach (1564-1605)
- Johan Casimir van Erbach (1584-1627), Graaf van Erbach (1605-1627)
- Lodewijk I van Erbach (1575-1643), Graaf van Erbach (1605-1643)
- Alexander Lodewijk Alfred Everhard van Erbach-Schönberg (1872-1944), Duits prins
- Caroline Ernestine van Erbach-Schönberg (1727-1796), dochter van Georg August, graaf van Erbach-Schönberg en Ferdinande Henriette, gravin van Stolberg-Gedern
- Karolína Erbanová (1992), Tsjechisch langebaanschaatsster
- Amine Erbati (1981), Marokkaans voetballer
- Herman Erbé, Nederlands zanger en liedjesschrijver
- Kathryn Erbe (1966), Amerikaans actrice
- Karel Jaromír Erben (1811-1870), Tsjechisch uitgever, dichter en advocaat
- Josef Erber (1897-1987), SS-Oberscharführer en personeelslid van de Politische Abteilung in Auschwitz
- Aysel Erbudak (1966), Nederlands zakenvrouw van Turkse komaf

## Erc

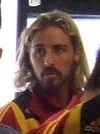
Aykut Erçetin

- Abdullah Ercan (1971), Turks voetballer
- Stipe Erceg (1974), Duits-Kroatisch acteur
- Tomislav Erceg (1971), Kroatisch voetballer
- Aykut Erçetin (1982), Turks-Duits voetballer
- Candan Erçetin (1963), Turkse popzangeres
- Erchembert (11e eeuw), proost van het kapittel van Sint-Donaas in Brugge
- Erchinoald (ca. 580-658), hofmeier van Neustrië en hofmeier van Bourgondië
- Jakob Erckrath de Bary (1864-1938), Duits schermer
- Ercole I d'Este (1433-1505), Hertog van Ferrara, Modena en Reggio (1471-1505)
- Ercole II d'Este (1508-1559), Hertog van Ferrara, Modena en Reggio (1534-1559)
- Ercole III d'Este (1727-1803), Hertog van Modena (1780-1796)
- Erconwald (+653), Engels bisschop en heilige

## Erd
- Fehriye Erdal (1977), Koerdisch-Turks terroriste
- Alparslan Erdem (1988), Turks-Duits voetballer
- Arif Erdem (1972), Turks voetballer
- Naci Erdem (1931-2022), Turks voetballer en trainer
- Semih Erden (1986), Turks basketballer
- Dul Erdenebileg (1978), Mongolisch dammer
- Mevlüt Erdinç (1987), Frans-Turks voetballer
- Frederik (Fred) Erdman (1933-2021), Belgisch advocaat en politicus
- Joachim Ernst Willem Karel Albrecht Leopold Frederik Maurits Erdmann (1901-1947), Hertog van Anhalt (1918)
- Frans Erdmann van Saksen-Lauenburg (1629-1666), Hertog van Saksen-Lauenburg (1665-1666)
- Péter Erdő (1952), Hongaars geestelijke en Rooms-katholiek aartsbisschop
- Altan Erdogan (1967), Nederlands journalist
- Meryem Erdogan (1990), Ethiopisch/Turks atlete
- Ömer Erdoğan (1977), Duits voetballer van Turkse komaf
- Recep Tayyip Erdoğan (1954), Turks premier en burgemeester
- Reyhan Erdogan (1975), Turks actrice
- Mahmut Hanefi Erdoğdu (1983), Turks voetballer
- Paul Erdős (1913-1996), Hongaars wiskundige
- Viktor Erdős (1987), Hongaars schaker

## Ere

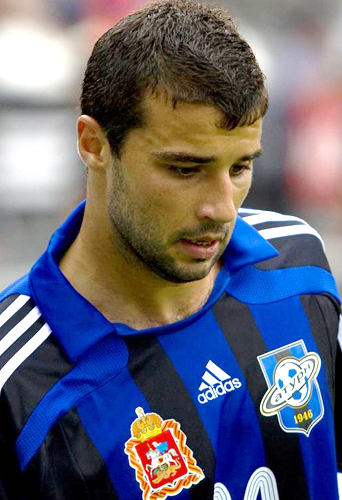
Alexei Eremenko

- Sergey Erenburg (1983), Russisch-Israëlisch schaker
- Sertab Erener (1964), Turks artieste
- Paul Ereng (1967), Keniaans atleet
- Frédéric Erens (1968), Belgisch volksvertegenwoordiger
- Joseph Antonius Gertrud (Jochem of Jo) Erens (1928-1955), Limburgs troubadour
- Maria Joseph Franciscus Peter Hubertus (Frans) Erens (1857-1935), Nederlands criticus en prozaschrijver
- Sara Erens (1974), Nederlands danseres
- Erentrudis van Salzburg (+718), Duits abdis

## Erf
- Wilhelmina Cornelia Erfmann-Sasbach, bekend als Mien Erfmann-Sasbach, (1875-1963), Nederlands actrice (moeder van Minny)
- Wilhelmina Elisabeth Veronica (Minny) Erfmann,  (1900-1981), Nederlands actrice
- Peter Erftemeijer (1956), Nederlands beeldhouwer

## Erg
- Ivan Ergić (1981), Servisch-Australisch voetballer
- Ergica (ca. 610-702), koning van de Visigoten
- Ergotimus (6e eeuw v.Chr.), Atheens pottenbakker
- Haydar Ergülen (1956), Turks dichter

## Erh
- Bernard Erhard (1934-2000), Amerikaans stemacteur
- Ludwig Wilhelm Erhard (1897-1977), Duits premier (1963-1966)
- Sébastien Erhard, bekend als Sébastien Érard, (1752-1831), Duits-Frans muziekinstrumentontwerper
- Dennis Erhardt (1972), Nederlands zanger, presentator en producer
- Georg Erhardt, pseudoniem van Georg Erich Karl Meßner, (1871-1933), Duits componist
- Heinz Erhardt (1909-1979), Duits komiek, dichter, acteur, entertainer, componist en filmregisseur
- Herbert Erhardt (1930-2010), Duits voetballer
- Ilja Ehrenburg (1891-1967), Russisch schrijver en journalist

## Eri

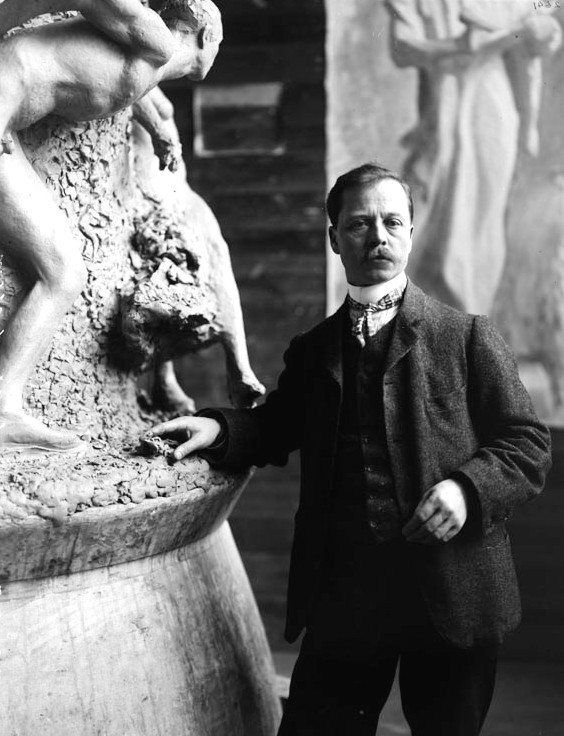
Christian Eriksson (1904)

- Abdullah el-Erian (1920-1981), Egyptisch hoogleraar diplomaat en rechter
- Eriba-Adad I, koning van Assyrië (1393-1365 v.Chr.)
- Chris Von Erich, pseudoniem van Chris Barton Adkisson, (1969-1991), Amerikaans worstelaar
- David Von Erich, pseudoniem van David Alan Adkisson, (1958-1984), Amerikaans worstelaar
- Fritz Von Erich, pseudoniem van Jack Barton Adkisson, (1929-1997), Amerikaans worstelaar
- Georg Erich, pseudoniem van Georg Erich Karl Meßner, (1871-1933), Duits componist
- Kerry Von Erich, pseudoniem van Kerry Gene Adkisson, (1960-1993), Amerikaans worstelaar
- Kevin Von Erich, pseudoniem van Kevin Ross Adkisson, (1957), Amerikaans worstelaar
- Lacey Von Erich, pseudoniem van Lacey Adkisson, (1986), Amerikaans worstelaarster
- Mike Von Erich, pseudoniem van Michael Brett Adkisson, (1964-1987), Amerikaans worstelaar
- Rafael Waldemar Erich (1879-1946), Fins politicus, diplomaat en hoogleraar
- Fie Udby Erichsen (1985), Deens roeister
- Freja Beha Erichsen (1987), Deens zangeres en supermodel
- Erick E, pseudoniem van Erick Eerdhuizen, (1969), Nederlands diskjockey
- Ashley Ann Erickson, bekend als Teagan Presley, (1985), Amerikaans pornoactrice
- Milton Hyland Erickson (1901-1980), Amerikaans psychiater en psychotherapeut
- Eric Ericson (1918), Zweeds koordirigent en koorpedagoog
- Rudolf Ericson (1872-1937), Zweeds langebaanschaatser
- Astrid Anna Emilia Ericsson, bekend als Astrid Lindgren, (1907-2002), Zweeds schrijfster
- Eric Erickson (1892-1965), Zweeds honkballer
- John Ericsson (1803-1889), Zweeds-Amerikaans uitvinder en werktuigbouwkundig ingenieur
- Marcus Ericsson (1990), Zweeds autocoureur
- Mikael Ericsson (1960), Zweeds rallyrijder
- Sigvard (Sigge) Ericsson (1930), Zweeds langebaanschaatser
- Eufranio Eriguel (1959-2018), Filipijns politicus
- Erik Frederik Christiaan Alexander van Denemarken (1890-1950), Deens prins en Graaf van Rosenborg
- Erik van Saksen-Lauenburg (1472-1522), prins-bisschop van Münster (1508-1522)
- Erik van Zweden (1889-1918), Zweeds prins en hertog van Västmanland
- Erik I van Denemarken (ca. 1070-1103), Koning van Denemarken (1095-1103)
- Erik I van Noorwegen (ca. 895-954), Koning van Noorwegen (931-933)
- Erik II van Brunswijk-Kalenberg (1528-1584), Hertog van Brunswijk-Kalenberg-Göttingen (1545-1584)
- Erik II van Denemarken (ca. 1090-1137), koning van Denemarken (1134-1137)
- Erik II van Noorwegen (1268-1299), koning van Noorwegen (1280-1299)
- Erik III van Denemarken (ca. 1100-1146), Koning van Denemarken (1137-1146)
- Erik IV van Denemarken (1216-1250), Koning van Denemarken (1241-1250)
- Erik V van Denemarken (1249-1286), koning van Denemarken (1259-1286)
- Erik VI van Denemarken (1274-1319), koning van Denemarken (1286-1319)
- Erik VI van Zweden (ca. 945-995), koning van Zweden (970-995)
- Erik VII van Denemarken (1382-1459), koning van Denemarken (1412-1439)
- Erik VII van Zweden, koning van Zweden
- Erik VIII van Zweden (+1067), koning van Zweden (1066-1067)
- Erik IX van Zweden (ca. 1120-1160), Koning van Zweden
- Erik X van Zweden (1180-1216), koning van Zweden (1208-1216)
- Erik XI van Zweden (1216-1250), koning van Zweden (1222-1229 en 1234-1250)
- Erik XIV van Zweden (1533-1577), koning van Zweden (1560-1568)
- Euphemia Eriksdotter (ca. 1317-1370), Zweeds edelvrouw en koningsmoeder
- Märta Eriksdotter van Denemarken (1277-1341), Koningin-gemaal van Zweden (1298-1318)
- Beate Marie Eriksen (1960), Noors actrice en filmregisseuse
- Christian Dannemann Eriksen (1992), Deens voetballer
- Edward Eriksen (1876-1959), Deens beeldhouwer
- John Hartmann Eriksen (1957-2002), Deens voetballer
- Nils Kristian Eriksen (1911-1975), Noors voetballer en voetbaltrainer
- Stein Eriksen (1927), Noors alpineskiër
- Thomas Bruun Eriksen (1979), Deens wielrenner
- Douglas (Duke) Erikson (1953), Amerikaans zanger en muziekproducent
- Erik Erikson (1902-1994), Duits psycholoog
- Hanna Erikson (1990), Zweeds langlaufster
- Steven Erikson, pseudoniem van Steve Rune Lundin, (1959), Canadees archeoloog, antropoloog en schrijver
- Anders Folke (Folke) Eriksson (1925), Zweeds waterpolospeler
- Anund Eriksson (ca. 800-844), Zweeds koning
- Armand Albert (Bert) Eriksson (1931-2005), Vlaams activist
- Christian Eriksson (1858-1935), Zweeds beeldhouwer
- Gustav Eriksson, bekend als Gustaaf I van Zweden, (1496-1560), koning van Zweden (1523-1560)
- Jan Eriksson, bekend als Tollarparn, (1939-2009), Zweeds jazzpianist
- Jan Jonas Jakob Eriksson (1967), Zweeds voetballer
- Jimmy Eriksson (1991), Zweeds autocoureur
- Joel Eriksson (1998), Zweeds autocoureur
- Joel Eriksson, Zweeds game- en filmcomponist
- Joel Eriksson (1984), Zweeds langebaanschaatser
- Jonas Eriksson (1974), Zweeds voetbalscheidsrechter
- Kenneth Eriksson (1956), Zweeds rallyrijder
- Klas Eriksson (1971), Zweeds golfer
- Knut Eriksson (ca. 1160-1196), koning van Zweden (1167-1196)
- Knut Henry (Henry) Eriksson (1920-2000), Zweeds middellangeafstandsloper
- Leif Eriksson (ca. 970-ca. 1020), Noors ontdekkingsreiziger
- Liss Eriksson (1919-2000), Zweeds beeldhouwer en tekenaar
- Philip Eriksson (1991), Zweeds golfer
- Sven-Göran Eriksson (1948-2024), Zweeds voetballer en voetbaltrainer
- Barent Eriksz, bekend als Barent Erickzen, Nederlands handelaar en ontdekkingsreiziger
- Erispoë II van Bretagne (ca. 805-857), hertog van Bretagne
- Francesco Erizzo (1566-1646), Doge van Venetië

## Erj
- Karl Erjavec (1960), Sloveens jurist, politicus en minister

## Erk
- Arie van Erk (ca. 1958), Nederlands politicus
- Martin Erkamps, bekend als Remmetje, (1963), Nederlands crimineel
- Arjan Erkel (1970), Nederlands cultureel antropoloog en medisch hulpverlener
- Bram van Erkel (1932), Nederlands televisieregisseur
- Ferenc Gyorgy Alajos Erkel (1810-1893), Hongaars componist, dirigent en pianist
- Gerda van Erkel (1954), Vlaams schrijfster
- Herman Erkelbout (1926), Belgisch kunstschilder en grafisch ontwerper
- Cees Erkelens (1889-1959), Nederlands wielrenner
- Paul van Erkelens (ca. 1953), Nederlands politicus
- Rob van Erkelens (1963), Nederlands schrijver
- Per Agne Erkelius (1935-2010), Zweeds schrijver
- Hans Erkens (1952), Nederlands voetballer
- Teyba Erkesso (1982), Ethiopisch atlete
- Caner Erkin (1988), Turks voetballer
- Bülent Erkoç, bekend als Bülent Ersoy, (1952), Turks zangeres

## Erl

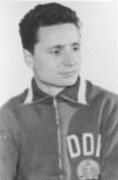
Dieter Erler (1964)

- Franz Rudolf (Rudolf) von Erlach (1860-1925), Zwitsers politicus
- Tage Erlander (1901-1985), Zweeds politicus en minister-president (1946-1969)
- Adrian Erlandsson (1970), Zweeds drummer
- Daniel (John) Erlandsson (1976), Zweeds drummer
- Martin Erlandsson (1974), Zweeds golfer
- Agner Krarup Erlang (1878-1929), Deens wiskundige, statisticus en ingenieur
- Joseph Erlanger (1874-1965), Amerikaans fysioloog en Nobelprijswinnaar
- Erlangga (991-1049), Balinees vorst
- Ágústa Eva Erlendsdóttir (1982), IJslands actrice en zangeres
- Magnus Erlendsson (+1117), earl van Orkney-eilanden en heilige
- Richard August Carl Emil (Emil) Erlenmeyer (1825-1909), Duits chemicus
- Dieter Erler (1939-1998), Duits voetballer
- Jonathan Dario (Yoni) Erlich (1977), Israëlisch tennisser
- Erlindis van Holland (ca. 953-ca. 1012), dochter van Dirk II van Holland en abdis van de kloosters in Egmond en Bennebroek
- Jean-Baptiste Drouet d'Erlon (1765-1844), Frans edelman en divisiegeneraal

## Erm
- Johanna Philippina Christina (Annie) Tollenaar-Ermeling (1865-1932), Nederlands beeldhouwer, tekenaar, lithograaf en boekbandontwerper
- Greet Ermen (1936), Nederlands politicus
- Lieve Van Ermen (1948), Vlaams cardiologe en politica
- Ermengarde van Haspengouw (778-818), Keizerin-gemalin van het Heilige Roomse Rijk (814-818), Koningin-gemalin van Frankrijk (814-818), Koningin-gemalin der Franken (814-818)
- Émile Pierre Marie Van Ermengem (1851-1932), Belgisch bacterioloog, microbioloog en hoogleraar
- Jevgeni Ermenkov (1949), Bulgaars schaker
- Marie Abts-Ermens (1767-onbekend), Belgisch naaister en uitbaatster van een stoffenwinkel, naaister van de eerste Vlag van België
- Ermentrudis van Orléans (ca. 830-869), Koningin-gemaal van Frankrijk (842-869)
- Ermentrudis van Roucy (959-1004), dochter van Ragenold van Roucy en Alberada van Lotharingen
- Ermesinde I van Namen (ca. 1080-1141), Gravin van Luxemburg (1136-1136)
- Ermesinde II van Namen en Luxemburg (1186-1247), Gravin van Luxemburg (1197-1247)
- Giairo Ermeti (1981), Italiaans weg- en baanwielrenner
- Ronald Lee Ermey (1944), Amerikaans acteur en drillinstructeur van het US Marine Corps
- Ermgard van Wisch (1520-1587), Gravin van Wisch en van Bronckhorst
- Eduardo R. Ermita (1935), Filipijns politicus
- Eileen Ermita-Buhain (1969), Filipijns politicus
- Eduard von Böhm-Ermolli (1856-1941), Oostenrijks generaal-veldmaarschalk

## Ern

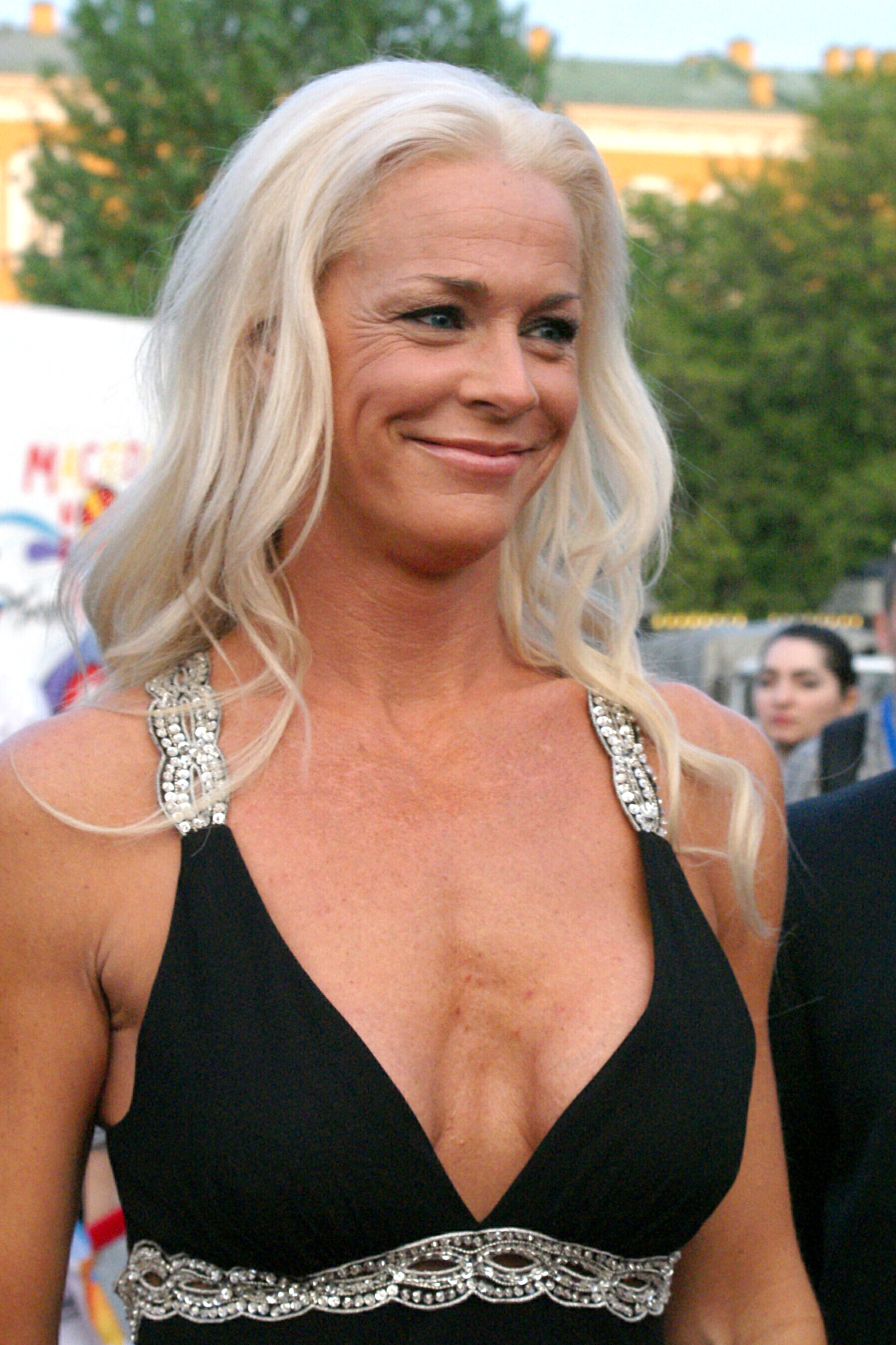
Sara Magdalena (Malena) Ernman in 2009

- Ernakh (5e eeuw), zoon van Attila de Hun
- Annie Ernaux (1940), Frans schrijfster
- Steffen Ernemann (1982), Deens voetballer
- René Ernest (1875-1912), Belgisch kunstschilder
- Victor Ernest (1875-1940), Belgisch politicus
- Ernestine Charlotte van Nassau-Schaumburg (1662-1732), regentes van Nassau-Siegen (1691-1701)
- Sara Magdalena (Malena) Ernman (1970), Zweeds operazangeres
- Antoine Nicolas Joseph Ernst (1796-1841), Belgisch politicus
- Bruno Ernst, pseudoniem van J.A.F. (Hans) de Rijk, (1926), Nederlands natuurkundige, leraar wis-, natuurkunde en kosmografie, publicist en wetenschapspopularisator
- Didier Ernst (1971), Belgisch voetballer
- Edzard Ernst (1948), Brits arts van Duitse komaf
- Ernst Alfons Frans Ignatius Jozef Maria Anton van Hohenburg (1904-1954), Fürst von Hohenberg
- Ernst August Bernhard Alexander Eduard Friedrich Wilhelm zur Lippe (1917-1990), Duits prins
- Ernst August van Brunswijk (1887-1953), prins van Groot-Brittannië en Ierland en hertog van Brunswijk
- Ernst August van Brunswijk-Lüneburg (1629-1698), prins-bisschop van Osnabrück (1662-1698), vorst van Calenberg (1679-1692) en keurvorst van Hannover
- Ernst Bernhard Victor George van Saksen-Meiningen (1859-1941), prins van Saksen-Meiningen uit het Huis Wettin
- Ernst Casimir van Nassau-Diez (1573-1632), graaf van Nassau-Diez (1606-1632), stadhouder van Friesland (1620-1632) en stadhouder van Groningen en Drenthe (1625-1632)
- Ernst Casimir van Nassau-Weilburg (1607-1655), graaf van Nassau-Weilburg (1627-1655)
- Ernst Karel Felix Maria Reinier Godfried Cyriak van Oostenrijk (1824-1899), aartshertog van Oostenrijk
- Ernst Kasimir Friedrich Karl Eberhard zur Lippe-Biesterfeld (1842-1904), regent van het vorstendom Lippe
- Ernst van Anhalt (+1516), Vorst van Anhalt-Dessau (1474-1516)
- Ernst van Beieren (1554-1612), prins-bisschop van Luik (1581-1612)
- Ernst van Brunswijk-Grubenhagen (1418-1466), Hertog van Brunswijk-Grubenhagen (1440-1464)
- Ernst van Oostenrijk (1553-1595), aartshertog van Oostenrijk
- Ernst van Saksen (1441-1486), Keurvorst van Saksen (1464-1486) en Landgraaf van Thüringen (1482-1486)
- Ernst van Schaumburg (1569-1622), graaf van Schaumburg en van Holstein-Pinneberg (1601-1622)
- Fabian Ernst (1979), Duits voetballer
- Heinrich Ernst (1847-1934), Zwitsers leraar en politicus
- Hubertus Cornelis Antonius (Huub) Ernst (1917-2017), Nederlands bisschop
- Joanne Ernst (ca. 1958), Amerikaans triatlete
- Lambert Ernst (1798-1871), Belgisch politicus
- Max Ernst (1891-1976), Duits kunstenaar, kunstschilder en beeldhouwer
- Rainer Ernst (1961), Duits voetballer
- Richard Robert Ernst (1933), Zwitsers chemicus en Nobelprijswinnaar
- Sebastian Ernst (1984), Duits atleet
- Serge Ernst (1954), Belgisch striptekenaar en cartoonist
- Sipke Ernst (1979), Nederlands schaker
- Thomas Ernst (1960), Zweeds schaker
- Ernst I Anton Karel Lodewijk van Saksen-Coburg en Gotha (1784-1844), Hertog van Saksen-Coburg-Saalfeld (1806-1826)
- Ernst I van de Nordgau (ca. 800-na 863), Beiers edelman
- Ernst I van Oostenrijk (1377-1424), Aartshertog van Stiermarken (1402-1424) en Aartshertog van Karinthië (1406-1424)
- Ernst I van Saksen-Altenburg (1826-1908), Hertog van Saksen-Altenburg (1853-1908)
- Ernst I van Zwaben (970-1015), Hertog van Zwaben
- Ernst II August Karel Johannes Leopold Alexander Eduard van Saksen-Coburg en Gotha (1818-1893), Hertog van Saksen-Coburg en Gotha (1844-1893)
- Ernst II van Saksen-Altenburg (1871-1955), Hertog van Saksen-Altenburg (1908-1918)
- Ernst II van Saksen-Gotha-Altenburg (1745-1804), Hertog van Saksen-Gotha-Altenburg (1772-1804)
- Ernst August (V) Albert Paul Otto Rupprecht Oscar Berthold Frederik-Ferdinand van Hannover (1954), hoofd van de Welfen-tak van het Huis Hannover
- Ernst August I van Hannover (1771-1851), Koning van Hannover (1837-1851)
- Ernst August II Constantijn van Saksen-Weimar-Eisenach (1737-1758), Hertog van Saksen-Weimar-Eisenach (1748-1758)
- Ernst August II van Hannover (1845-1923), prins van Groot-Brittannië en Ierland, hertog van Brunswijk, kroonprins van Huis Hannover en hertog van Cumberland
- Willem Alexander Frederik Ernst Casimir (Ernst Casimir) van Oranje-Nassau (1822-1822), Prins der Nederlanden en Prins van Oranje-Nassau
- Ernst Christiaan Karel IV van Hohenlohe-Langenburg (1794-1860), vorst van Hohenlohe-Langenburg
- Alexander Maria Ernste (1913-1982), Nederlands beeldhouwer, graveur en koperslager
- Jan Willem Ernste (1899-1971), Nederlands ingenieur en industrieel
- Ernst Frederik van Saksen-Coburg-Saalfeld (1724-1800), Hertog van Saksen-Coburg-Saalfeld (1764-1800)
- Marinus (Marius) Ernsting (1947), Nederlands politicus en bestuurder
- Ernst Lodewijk Karel Albrecht Willem (Ernie) van Hessen-Darmstadt (1868-1937), Groothertog van Hessen
- Marcel Ernzer (1926-2003), Luxemburgs wielrenner

## Ero
- Derviş Eroğlu (1938), Cypriotisch politicus
- Richard Eromoigbe (1984), Nigeriaans voetballer
- Esra Eron (1980), Turks model, presentatrice en actrice

## Erp
- Ambrosius Antonius Maria Emmanuel (Broos) van Erp (1933-1997), Nederlands politicus
- Antonius van Erp (1797-1861), Nederlands geestelijke en ordestichter
- Bas van Erp (1979-2016), Nederlands paralympisch sporter
- Jean van Erp (1973), Nederlands biljarter
- Liesbeth van Erp (1953), Nederlands schrijfster
- Maran van Erp (1990), Nederlands voetbalster
- Michiel van Erp (1978), Nederlands componist en muziekproducent
- Theodoor van Erp (1874-1958), Nederlands militair en tempelrestaurateur
- Willem Frederik van Erp Taalman Kip (1824-1905), Nederlands zeeofficier, inspecteur van het loodswezen in Nederlands-Indië en minister
- Yves de Jonghe d'Ardoye d'Erp (1953), Belgisch politicus en burgemeester
- Thomas van Erpe, bekend als Thomas Erpenius, (1584-1624), Nederlands oriëntalist
- Karel Johannes van Erpecum (1881-1963), Nederlands jurist en politicus
- Thomas Erpenius, pseudoniem van Thomas van Erpe, (1584-1624), Nederlands oriëntalist

## Erq
- Henri Marie Joseph de la Barre d'Erquelinnes (1885-1961), Belgisch politicus

## Err
- Issam Erraki (1981), Marokkaans voetballer
- Francisco Javier Vila Errandonea (1975), Spaans wielrenner
- Sara Errani (1987), Italiaans tennisspeelster
- Francisco Javier Errázuriz Ossa (1933), Chileens geestelijke en kardinaal
- Francisco Javier Errázuriz Talavera (1942-2024), Chileens politicus
- Krista Ann Errickson (1964), Amerikaans actrice, filmproducente en journaliste

## Ers
- Ahmet Cem Ersever (1950-1993), Turks militair
- Hoessein Mohammad Ershad (1930-2019), Bengaals politicus
- David Erskine (1616-1671), Schots edelman en royalist
- Ebenezer Erskine (1680-1754), Brits predikant
- George Watkin Eben James Erskine (1899-1965), Brits legerofficier
- Henry Erskine (1650-1693), Schots baron van Cardross (1671-1693) en covenanter
- Henry Erskine (ca. 1710-1765), Brits luitenant-generaal en baronet van Alva
- James St. Clair Erskine (1762-1837), Brits generaal en politicus, graaf van Rosslyn en baronet van Alva (1765-1837)
- John Erskine (ca. 1510-1572), graaf van Mar en regent van Schotland
- Kenneth Erskine (1962), Engels seriemoordenaar
- Peter Erskine (1954), Amerikaans jazzdrummer
- Ralph Erskine (1685-1752), Brits predikant
- Robert Erskine (1954), Engels beeldhouwer
- Thomas Alexander Erskine (1732-1781), Brits graaf van Kellie, violist en componist
- William Erskine (1769-1813), Brits majoor-generaal, baronet van Torry
- Bülent Ersoy, pseudoniem van Bülent Erkoç, (1952), Turks zangeres
- Ertuğrul Ersoy, Turks voetballer
- Mehmet Akif Ersoy (1873-1936), Albanees-Turks dichter
- Lars Erstrand (1936-2009), Zweeds vibrafonist

## Ert
- Florent Joseph van Ertborn (1784-1850), Belgisch edelman, kunstverzamelaar en politicus
- Frans Emmanuel van Ertborn (1716-1791), Zuid-Nederlands zakenman
- Erté, pseudoniem van Romain de Tirtoff, (1892-1990), Russisch-Frans kunstenaar en modeontwerper
- Ahmet Ertegün (1923-2006), Turks-Amerikaans zakenman
- Gerhard Ertl (1936), Duits scheikundige
- Harald Ertl (1948-1982), Oostenrijks Formule 1-coureur
- Martina Ertl-Renz (1973), Duits alpineskiester
- Ertuğrul (1198-1281), vader van Osman I

## Eru
- Frank Van Erum (1977), Vlaams acteur

## Erv
- Sebastiaan van 't Erve (1977), Nederlands lokaal politicus
- Gaston van Erven (1944-2019), Nederlands acteur
- Joop van Erven (1949), Nederlands jazzdrummer
- Beau Noël van Erven Dorens (1970), Nederlands televisiepresentator, acteur en (literair) schrijver
- Robbie E. van Erven Dorens (1937), Nederlands golfer
- Eskil Ervik (1975), Noors langebaanschaatser
- Anthony Lee Ervin (1981), Amerikaans zwemmer
- David Ervine (1953-2007), Iers politicus
- Imanol Erviti Ollo (1983), Spaans wielrenner

## Erw
- John Erwin (1936-2024), Amerikaans (stem)acteur
- William Lindsey (Bill) Erwin (1914-2010), Amerikaans acteur
- Elliott Erwitt (1928-2023), Frans-Amerikaans fotograaf

## Erx
- Dorothea Erxleben (1715-1762), Duits medicus

## Erz
- Matthias Erzberger (1875-1921), Duits politicus
- İbrahim Hakkı Erzurumi (1703-1780), Ottomaans-Turks soefi-filosoof